# スターダスト・ドリーム
「スターダスト・ドリーム」は、1988年4月27日にビクター音楽産業より発売された荻野目洋子の15枚目のシングル。

## 概要
本作で「さよならの果実たち」「ストレンジャーtonight」に続いて、荻野目自身3作目となるオリコンチャート1位を獲得した。なお、現時点でこのシングルが最後のオリコン首位獲得作品となっている。TBS系音楽番組『ザ・ベストテン』には4週ランクイン、1988年の年間ランキングは76位であった。
フジテレビ系音楽番組『夜のヒットスタジオ』にて、一般視聴者より衣装デザインを募集する企画があり、後日選ばれた視聴者のデザインした衣装で歌唱された。日本テレビ系音楽番組『歌のトップテン』にて、名前の付いていないある星の一つに名前を付けられるという企画が取り上げられた際に、荻野目はその星にこの曲のタイトルである「スターダスト・ドリーム」と名付けた。
当時ラジオ等のメディアでは、NHK「みんなのうた」で放送された「ジャングル・ダンス」とともに両A面シングルとして宣伝されていたが、公式データでは両A面扱いにはなっていない。

## 収録曲
1. スターダスト・ドリーム（3分30秒）
作詞：麻生麗二／作曲・編曲：井上ヨシマサ
2. ジャングル・ダンス（3分44秒）
作詞：森正和／作曲：小室哲哉／編曲：米光亮